# 南アラビア
南アラビア（みなみアラビア、アラビア語: جنوب الجزيرة العربية）は、現在のイエメン共和国を中心とする西アジアのアラビア半島南部地域からなる歴史的地域である。歴史的に見れば現在のサウジアラビアにあるナジュラーン、ジーザーン、バーハ、アスィール、現在のオマーンのドファールも含まれている。
南アラビアには、近年の政治的境界を越えて、独特の言語的、民族的親和性、伝統や文化を持つ人々が住んでいる。現在では使われなくなった古代南アラビア語と、無関係な現代南アラビア語の2つの固有の言語グループがあり、どちらもセム語族に属する。
何千年もの間、インド洋交易ルートの一部として機能しており、南アラビアの範囲内にオマーン帝国が誕生したことから、インドとアフリカ東岸、マダガスカルとの結びつきは強化されるに至った。

## イエメンの語源
南アラビアはイエメンを指して使われることが多い。この節ではイエメンの語源について述べる。
イエメンに対する古くの呼び方に「ヤムナート」がある。この言葉は古代の南アラビアの碑文に、第二次ヒムヤル王国の王の一人であるシャンマル・ヤルアシュ2世の称号として記されており、正確にはアラビア半島の南西部の海岸線と、アデンからハドラマウトにかけての南部の海岸線を指していたのだと思われる。ある語源では、イエメンは「南」を意味するymntに由来し、「右側の土地（𐩺𐩣𐩬）」という概念に大きく関わっている。他の資料では、イエメンは「幸福」や「祝福」を意味するヤムン（yamn）またはユムン（yumn）が元になっているとされる。ローマ人はArabia Deserta（砂漠のアラビア）に対してArabia Felix（肥沃な/幸福の アラビア）と呼んだ。古典ラテン語やギリシア語の作家たちは、南アラビア（古代イエメン）のことを「インド」と呼んだ。「インド」という言葉が使われるようになったのは、ペルシア人が南アラビアで接触したアビシニア人を、アビシニア人が生活する地域の隣で住んでいたクシ族、つまりインド人の名前で呼んでいたことに由来する。

## 歴史
3000年前、南アラビアにはマイーン王国、カタバーン王国、ハドラマウト王国、サバア王国といった古代国家が存在していた。有名なマリブのダム、国際的な香の貿易ルート、伝説的なシバの女王などがこの時代を象徴するものとなっている。2000年前、ヒムヤル王国が南アラビアの支配者となり、数世紀にわたってこの地域を支配した。エチオピアのアクスム王国は3世紀から4世紀にかけて南アラビアを侵略し、その後6世紀にはカレブ王がこの地域を征服した（520年頃）。その後アクスム王国は575年頃、同じく海路でやってきたペルシャのサーサーン朝軍に追い払われた。半世紀後のA.H.6年（628年）、この地域はイスラム教により支配された。

### 古代南アラビア
古代の南アラビア地域の王国と呼称：
- マイーン王国（英語版）
- カタバーン王国（英語版）
- ハドラマウト王国（英語版）
- サバア王国
- アウサーン王国（英語版）
- ヒムヤル王国
- 幸福のアラビア（ローマ人が南アラビアを指すのに使った言葉）

イスラーム以前の外国の占領者たち：
- アクスム王国（3 - 4世紀、6世紀）
- サーサーン朝（6 - 7世紀）

### 南アラビア・イスラーム王朝
- ウマイヤ朝 661 – 750
- アッバース朝 750 – 897
- ズィヤード朝 819 – 1022
- ザイドのイマーム（英語版） 897 - 1962
- ナジャヒド朝（英語版） 1022 - 1158
- スライヒド朝（英語版） 1083 - 1193
- マフディード（英語版） 1159 – 1174
- アイユーブ朝 1174 – 1228
- ラスール朝 1229 – 1454
- タヒリド朝（英語版） 1454 – 1526

### 近世・植民地時代の南アラビア
- 北部
  - オスマン帝国、イエメン・エヤレト（英語版）（1517 – 1635）
  - カーシム朝（英語版）（1597 – 1849）
  - オスマン帝国、イエメン・ヴィライェト（英語版）（1517 – 1635）
  - ナジュラーン首長国（1633 – 1934）

- 南部
  - アデン
    - アデン州（英語版）（1839 – 1937）
    - アデン植民地（1937 – 1963）

  - 地域
    - ラヒジュ・スルターン国（英語版）（1728 – 1967）
    - バイダ・スルタン国（1636 - 1930年）
    - アデン保護領（英語版）（1874 – 1959）
    - 南アラブ首長国連邦（英語版）（1959 – 1962）
    - 南アラビア連邦（1962 – 1967）
    - 南アラビア保護領（1963 – 1967）

#### 近現代の南アラビア
イエメン独立後：
- 統一
  - イエメン（1990 - ）
- 北部
  - イドリース朝アスィール首長国（英語版）（1906 – 1934）
  - 上アスィール首長国（1916 – 1920）
  - イエメン王国（1918 – 1962）
  - イエメン・アラブ共和国（1962 – 1990）
- 南部
  - クアイティ・スルターン国（英語版）（1858 – 1967）
  - イエメン人民共和国（1967 – 1970）
  - イエメン人民民主共和国（1970 – 1990）
- その他の国・事象
  - イエメン統一（1990）
  - 北イエメンと南イエメン
  - イエメン民主共和国（1994）
  - 大イエメン（英語版）
  - 南イエメンの反乱（英語版）
  - フーシ派の反乱（英語版）（2015）

## イエメン共和国以外の南アラビア
- サウジアラビア：ナジュラーン州、ジーザーン州、アスィール州、バーハ州
- オマーン：ドファール特別行政区